# Phare de Isla de Farallón
Le Phare de Isla de Farallón, en français : phare de l'île de Farallón, a été mis en service le 1er octobre 1876. Le phare maritime est situé sur l'île de Farallón (es) en Uruguay.
Le phare est une tour cylindrique en fibre de verre, d'une hauteur de 24 mètres et sa lumière a une portée de 10,2 miles (un flash toutes les dix secondes). Le phare est alimenté par l'énergie solaire. Le 14 février 2004, la poste Uruguayenne a imprimé un timbre, code 2004-04-S, d'une valeur de 10 pesos uruguayens à l'effigie du phare.

## Source
- (es) Cet article est partiellement ou en totalité issu de l’article de Wikipédia en espagnol intitulé « Faro de Isla de Farallón » (voir la liste des auteurs).